# Tragic Hero Records
Tragic Hero Records ist ein 2005 gegründetes Independent-Label aus Raleigh, North Carolina.

## Geschichte
Gegründet wurde Tragic Hero im Jahr 2005 in Raleigh im US-Bundesstaat North Carolina von Tommy Lacombe, David Varnedoe und Jason Ganthner gegründet um die regionale Hardcore-Punk-Szene zu repräsentieren.
Die erste Band, welche bei dem Label unter Vertrag stand, war Alesana. Auch A Skylit Drive und Iwrestledabearonce veröffentlichten bei Tragic Hero ihre ersten CDs. Alesana und He Is Legend, welche bei dem Label unter Vertrag standen, veröffentlichten dort ihre bekanntesten Werke. He Is Legend wechselte später zu Fearless Records. Das Label nimmt Bands unter Vertrag, die Alternative Rock, Metalcore, Emocore, Screamo, Post-Hardcore und Pop-Punk spielen. Aber auch diverse Progressive-Rock- und Prog-Metal-Bands, sowie Electronica-Gruppen standen bei Tragic Hero unter Vertrag.
Weitere bekannte Gruppen, die bereits bei Tragic Hero unter Vertrag standen beziehungsweise stehen sind Crossfaith, Letlive, We Are Defiance, This Romantic Tragedy, Confide, Eyes Like Diamonds, Motionless in White, Erra, Greeley Estates und Finch. Einige dieser Bands schafften über dem Label den nächsten Schritt und wechselten zu größeren Plattenfirmen. Einige Gruppen unterschrieben einen Plattenvertrag bei Fearless Records, Epitaph Records und Sumerian Records. Andere Bands schafften bei Tragic Hero Records Einstiege in die nationalen Charts. Mit The Dead Rabbitts steht auch eine Supergroup bei Tragic Hero Records unter Vertrag.

## Bands

### Aktiv
- A Skylit Drive
- Bad Luck
- The Dead Rabbitts
- He Is Legend
- Illuminate Me
- Invent, Animate
- Nevada Rose
- Set to Stun
- Sleep City
- Strawberry Girls
- We Are Defiance

### Ehemalig
- Akissforjersey
- Alesana
- Armor for the Broken
- Boxbomb
- Brighter Than a Thousand Suns
- Called to Arms
- Chasing Safety (als Us, From Outside)
- Confide
- Crossfaith
- Deathblow
- Delusions
- Erra
- Everyone Dies in Utah
- Eyes Like Diamonds
- A Faylene Sky
- The Fight Between Frames
- Finch
- Ghost of a Fallen Age
- Graves of Valor
- Greeley Estates
- In Other Words
- It’s Like Love
- Iwrestledabearonce
- Kelsey and the Chaos
- Knives Exchanging Hands
- Letlive
- Miracle at St. Anna
- My Hero Is Me
- Scapegoat
- Telescreen
- The Morning Of
- This Romantic Tragedy
- To Speak of Wolves
- Motionless in White
- Sirens and Sailors
- Sky Eats Airplane
- We Are Giant
- Wrath and Rapture
- Yearling
- The Young Electric
- Your Name in Vain